# Libanonska funta
Libanonska funta (arapski: lira, francuski livre) je valuta Libanona, a manja vrijednost su piasteri. Oznaka po standardu ISO 4217 je LBP, šifra valute 422. Izdaje Libanonska banka. 
Postoje kovanice od 50, 100, 250 i 500 funti. Novčanice su od 1 000, 5 000, 10 000, 20 000, 50 000 i 100 000 funti.
| Yahoo! Finance: | AUD CAD CHF EUR GBP HKD JPY USD |
| XE.com:         | AUD CAD CHF EUR GBP HKD JPY USD |